# لویک شووه
لویک شووه (انگلیسی: Loïc Chauvet؛ زادهٔ ۳۰ آوریل ۱۹۸۸) بازیکن فوتبال اهل فرانسه است.
از باشگاه‌هایی که در آن بازی کرده‌است می‌توان به اشاره کرد.
وی همچنین در تیم ملی فوتبال مارتینیک بازی کرده‌است.